# Ivan Krstić
Ivan Krstić (29 giugno 1980 – Niš, 29 maggio 2000) è stato un calciatore jugoslavo.

## Carriera
Formatosi nel Radnički Niš, vi debutta nella stagione 1999-2000. Veniva considerato l'erede ideale di Dragan Stojković, gloria locale, cresciuto proprio nel club di Niš. Le sue prestazioni gli valsero l'interesse dei francesi del Bordeaux che gli fecero firmare un pre-contratto.
Il 29 maggio 2000 durante una sessione di allenamento con la sua squadra viene colpito da un fulmine che tramortì i suoi compagni mentre lui rimase ucciso sul colpo. Krstić ha lasciato la moglie Ana ed il figlioletto di appena 29 giorni Ivan, che ha poi seguito le orme paterne divenendo anch'egli calciatore.
A Krstić è dedicata la scuola calcio del Radnički Niš, che ha anche ritirato il numero 10 in suo onore, ed a lui è intitolata la strada ove morì.